# 童存德
童存德（1409年—1449年），字居敬，浙江金華府蘭谿縣人，民籍。明朝政治人物。進士出身。

## 生平
正統六年（1441年）浙江鄉試第三十二名，次年（1442年）壬戌科會試中副榜。十年（1445年）再次參加乙丑科會試第六十八名，殿試登進士第三甲第二十六名，授監察御史。正統十四年（1449年），跟從明英宗北征瓦剌，在土木之變中殉難。
曾祖父童永福。祖父童律。父亲童寵。